# 圣救主修道院
圣救主修道院是一座方济各会修道院，位于耶路撒冷老城西北角的新门以东，城墙以内，圣方济各街1号。该堂建于1885年，1985年重修。

## 历史
圣救主修道院分几个阶段建成，其所在的土地在1558年至1559年由奥斯曼帝国苏丹苏莱曼大帝从格鲁吉亚正教会转交给方济各会。
由于老教堂已不能满足堂区的需要，1850年，苏丹阿卜杜勒-迈吉德一世批准拆除旧堂，在原地兴建新堂，但条件是新堂不得大于旧堂。1869年奥匈帝国皇帝弗朗茨·约瑟夫一世访问耶路撒冷期间，为建堂提供了资金，条件是由他的建筑师规划。修会的领导人拒绝了这个条件，最后弗朗茨·约瑟夫一世同意捐献60,000法郎。建堂工程历时三年，完成于1885年11月29日。
教堂的建筑师，Raffaele Cingolani神父受到了意大利建筑师维尼奥拉（Giacomo Barozzi da Vignola）的启发。 该教堂是典型的巴西利卡风格。不像大多数的教堂沿东西轴线修建，后殿和祭坛在东部，圣救主堂沿着南北中轴线修建。钟楼位于教堂的一侧。1932年，钟楼增加了两层，以纪念里斯本的聖安多尼去世700周年。1985年，教堂和修道院进行维修，以纪念建堂一百周年。
修道院内设有出版社、管风琴作坊、图书馆和学校。